# Some Things Never Change
Some Things Never Change es el décimo álbum de estudio del grupo británico Supertramp, publicado por la compañía discográfica EMI en marzo de 1997. El álbum, grabado entre los Ocean Way Recording de Hollywood y el estudio personal de Rick Davies en Encino (California), fue el primer trabajo del grupo en diez años, desde el lanzamiento de Free as a Bird.
Marcó un retorno deliberado al sonido habitual del grupo al usar técnicas de grabación más orgánicas que en su anterior álbum de estudio. Al respecto, John Helliwell relató que «grabamos el álbum de una manera que Supertramp nunca realizó y que pasaba por entrar juntos en el estudio y hacerlo como una cosa en directo».
Tras su publicación, Some Things Never Change alcanzó el top 10 en países europeos como Suiza, Francia, Alemania y Austria, aunque se convirtió en el segundo trabajo de estudio del grupo en no entrar en la lista estadounidense Billboard 200 después de Indelibly Stamped. Además, fue certificado disco de platino en el Reino Unido y Suiza y disco de oro en Alemania, Francia y España.

## Grabación
Después de publicar Free as a Bird y de ofrecer la gira World Migration Tour, Rick Davies decidió que Supertramp tomase un descanso. Al respecto, el músico comentó: «Habíamos salido de gira y grabado hasta 1988 y luego simplemente decidimos que debíamos tener un descanso adecuado. Realmente no había un límite de tiempo y fuimos a hacer nuestras propias cosas». Al finalizar la gira, el bajista Dougie Thomson abandonó el grupo, alegando que «no era ético interpretar canciones de Roger Hodgson en los conciertos», en referencia a la incorporación de canciones de Hodgson en el repertorio y a la ruptura de un pacto verbal entre Davies y Hodgson según el cual el primero podía seguir utilizando el nombre del grupo a cambio de no interpretar las canciones del segundo.
En 1993, Davies y Hodgson volvieron a tocar juntos por primera vez en diez años en un homenaje a Jerry Moss, cofundador de A&M Records, en el Beverly Hills Hilton, donde tocaron «The Logical Song» y «Goodbye Stranger». Tras el evento, ambos colaboraron durante seis meses en los cuales ensayaron canciones como «You Win I Lose» y «And the Light», composiciones antiguas de Davies. Sin embargo, el encuentro no fructificó y ambos siguieron caminos por separado.
Poco después, Davies retomó el proyecto de grabar un nuevo álbum. Al respecto, John Helliwell comentó: «En aquel momento, Rick comenzó a trabajar en un álbum en solitario, ensambló una pequeña banda, pero una vez que el material comenzó a tomar forma, se dio cuenta de que sonaba a Supertramp de todos modos. Así que hace dieciocho meses, comenzó a pensar en serio sobre reformar el grupo». Davies comenzó a ensayar el material de Some Things Never Change en su propia casa con la colaboración de Mark Hart, Carl Verheyen, Cliff Hugo y Tom Walsh, entre otros músicos.
Una vez en el estudio, Davies decidió reformar Supertramp llamando a Bob Siebenberg y a John Helliwell para empezar a grabar el material ensayado. 

## Recepción
Tras su publicación, Some Things Never Change obtuvo en general reseñas positivas de la prensa musical. Stephen Thomas Erlewine de Allmusic escribió: «Rick Davies, Bob Siebenberg, Mark Hart y John Helliwell reformaron Supertramp con un número de músicos de sesión anónimos en 1997 para grabar Some Things Never Change,su primer álbum en diez años. Y el título es correcto: no ha cambiado mucho en el mundo de Supertramp. Simplemente están produciendo el mismo pop sofisticadamente jazzy como hicieron a mediados de los 80. La única diferencia es que el grupo no puede escribir insinuantes melodías pegadizas como hicieron cuando lo dejaron en los 80, pero los seguidores todavía encontrarán las interacciones instrumentales como una alegría para escuchar».
El lanzamiento de Some Things Never Change fue seguido de la gira It's About Time Tour que comenzó en abril de 1997 en Estocolmo, Suecia y finalizó cinco meses más tarde en Stuttgart, Alemania, después de dos etapas por Europa y una por Norteamérica. La gira fue documentada en el álbum It Was the Best of Times, publicado en 1999.

## Lista de canciones
Todas las canciones escritas y compuestas por Rick Davies excepto donde se anota. 
| N.º | Título                                                         | Escritor(es)           | Duración |  |
| 1.  | «It's a Hard World»                                            |                        | 9:46     |  |
| 2.  | «You Win, I Lose»                                              |                        | 4:31     |  |
| 3.  | «Get Your Act Together»                                        |                        | 4:49     |  |
| 4.  | «Live to Love You»                                             |                        | 5:18     |  |
| 5.  | «Some Things Never Change»                                     |                        | 6:26     |  |
| 6.  | «Listen to Me Please» (Voz principal: Rick Davies y Mark Hart) |                        | 4:46     |  |
| 7.  | «Sooner or Later» (Voz principal: Rick Davies y Mark Hart)     | Rick Davies, Mark Hart | 6:50     |  |
| 8.  | «Help Me Down that Road»                                       |                        | 4:36     |  |
| 9.  | «And the Light»                                                |                        | 4:40     |  |
| 10. | «Give Me a Chance» (Voz principal: Mark Hart)                  | Rick Davies, Mark Hart | 4:24     |  |
| 11. | «C'est What?»                                                  |                        | 8:17     |  |
| 12. | «Where There's a Will»                                         |                        | 5:36     |  |

## Personal
| Músicos - Rick Davies: voz y teclados. - Mark Hart: voz, guitarra y teclados. - John Helliwell: saxofón e instrumentos de viento-madera. - Cliff Hugo: bajo. - Bob Siebenberg: batería. - Carl Verheyen: guitarra. - Lee Thornburg: trombón, trompeta y coros. - Tom Walsh: batería y percusión (en «And the Light») - Bob Danziger: mbira. - Karen Lawrence: coros. - Kim Nail: coros. | Equipo técnico - Jack Douglas: productor. - Fred Mandel: productor. - Ian Gardiner: ingeniero de sonido e ingeniero asistente. - Jay Messina: ingeniero de sonido. - Mike Scotella: ingeniero asistente. - Roy Clark: mezclas. - Bob Ludwig: masterización. - Dimo Safari: diseño de portada. - Dennis Keeley: fotografía. |

## Posición en listas
| País              | Lista                    | Posición |
| ----------------- | ------------------------ | -------- |
| Alemania          | Media Control Charts     | 3        |
| Austria           | Austrian Albums Chart    | 5        |
| Bélgica (Valonia) | Ultratop 200             | 9        |
| Canadá            | RPM Albums Chart         | 44       |
| España            | Spanish Albums Chart     | 8        |
| Francia           | French SNEP Albums Chart | 2        |
| Noruega           | VG-lista Albums Chart    | 19       |
| Países Bajos      | Dutch Albums Chart       | 12       |
| Reino Unido       | UK Albums Chart          | 74       |
| Suiza             | Swiss Albums Chart       | 2        |

| Sencillo         | País     | Lista                  | Posición |
| ---------------- | -------- | ---------------------- | -------- |
| «You Win I Lose» | Alemania | Media Control Charts   | 63       |
| «You Win I Lose» | Austria  | Austrian Singles Chart | 40       |
| «You Win I Lose» | Canadá   | RPM Singles Chart      | 38       |

## Certificaciones
| País        | Organismo certificador | Certificación | Ventas certificadas | Ref.   |
| ----------- | ---------------------- | ------------- | ------------------- | ------ |
| Francia     | SNEP                   | Doble oro     | 268 000             | [ 20 ] |
| Alemania    | BVMI                   | Oro           | 250 000             | [ 21 ] |
| Reino Unido | BPI                    | Platino       | 300 000             | [ 22 ] |
| España      | Promusicae             | Oro           | 50 000              | [ 23 ] |
| Suiza       | IFPI Switzerland       | Platino       | 50 000              | [ 24 ] |